# Gentofte Kommune
Gentofte Kommune [ˈgɛntɔfdə] ist eine dänische Kommune in der Region Hovedstaden. Gentofte ist die reichste Kommune Dänemarks und gilt als konservativer Vorort der dänischen Hauptstadt Kopenhagen.

## Geografie

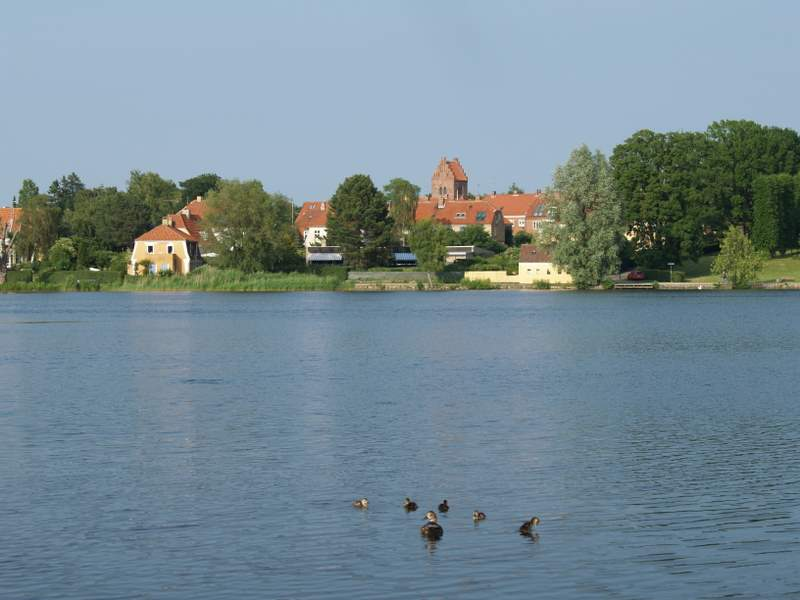
Gentofte Sø (Gentofte-See)

Die Stadt liegt etwa neun Kilometer nördlich der Hauptstadt Kopenhagen und ist die siebzehntgrößte Kommune des Landes. Auf einer Fläche von 25,60 km² leben 75.076 Einwohner (Stand 1. Januar 2025). Gentofte ist Bestandteil der Hauptstadtregion Hovedstadsområdet. Zusammen mit den Kommunen Kopenhagen und Frederiksberg bildet die Gentofte Kommune die Hauptstadt Dänemarks („Hovedstaden“) im engeren Sinne.
Ortsteile sind Charlottenlund, Dyssegård, Gentofte, Hellerup, Ordrup und Vangede.
Die Kommune besteht aus sieben vorstädtisch geprägten Siedlungen, die sich um frühere Dörfer und Herrensitze außerhalb Kopenhagens entwickelt haben: Charlottenlund, Dyssegård, Gentofte, Hellerup, Jægersborg, Klampenborg, Ordrup, Skovshoved und Vangede. Verwaltungssitz ist Charlottenlund.
Die Kommune weist hauptsächlich exklusive Wohnlagen für Pendler nach Kopenhagen auf sowie ferner Handel und Dienstleistungsunternehmen. Der Pharma-Hersteller Novo Nordisk ist nach Schließung der Tuborg-Brauerei als letztes verbleibendes Industrieunternehmen hier ansässig.

## Kirchspiele in der Kommune
In der Kommune liegen folgende Kirchspielsgemeinden (dän.: Sogn):
| Nr. | Kirchspiel        | Einwohner |
| --- | ----------------- | --------- |
| 1   | Dyssegård Sogn    | 09.752    |
| 2   | Gentofte Sogn     | 05.654    |
| 3   | Hellerup Sogn     | 07.380    |
| 4   | Helleruplund Sogn | 06.613    |
| 5   | Jægersborg Sogn   | 08.019    |
| 6   | Maglegårds Sogn   | 06.150    |
| 7   | Ordrup Sogn       | 12.435    |
| 8   | Skovshoved Sogn   | 07.593    |
| 9   | Vangede Sogn      | 11.170    |

## Einwohnerzahl

### Bis 1970
| Datum | Einwohner |
| ----- | --------- |
| 1769  | 1.056     |
| 1787  | 1.526     |
| 1801  | 1.962     |
| 1840  | 2.750     |
| 1850  | 3.072     |
| 1860  | 3.660     |
| 1870  | 4.158     |
| 1880  | 5.106     |
| 1890  | 7.449     |

| Datum | Einwohner |
| ----- | --------- |
| 1901  | 14.470    |
| 1911  | 24.691    |
| 1921  | 34.451    |
| 1930  | 47.848    |
| 1940  | 76.457    |
| 1950  | 87.803    |
| 1960  | 88.308    |
| 1970  | 77.744    |

### Ab 1971
| Datum          | Einwohner |
| -------------- | --------- |
| 1. Januar 1971 | 77.683    |
| 1. Januar 1972 | 76.365    |
| 1. Januar 1973 | 74.673    |
| 1. Januar 1974 | 72.694    |
| 1. Januar 1975 | 71.634    |
| 1. Januar 1976 | 70.253    |
| 1. Januar 1977 | 68.873    |
| 1. Januar 1978 | 68.223    |
| 1. Januar 1979 | 67.667    |
| 1. Januar 1980 | 67.300    |

| Datum          | Einwohner |
| -------------- | --------- |
| 1. Januar 1981 | 66.782    |
| 1. Januar 1982 | 66.564    |
| 1. Januar 1983 | 66.902    |
| 1. Januar 1984 | 67.112    |
| 1. Januar 1985 | 66.767    |
| 1. Januar 1986 | 66.283    |
| 1. Januar 1987 | 66.011    |
| 1. Januar 1988 | 65.467    |
| 1. Januar 1989 | 65.032    |
| 1. Januar 1990 | 65.303    |

| Datum          | Einwohner |
| -------------- | --------- |
| 1. Januar 1991 | 65.696    |
| 1. Januar 1992 | 66.077    |
| 1. Januar 1993 | 65.986    |
| 1. Januar 1994 | 66.251    |
| 1. Januar 1995 | 66.508    |
| 1. Januar 1996 | 66.706    |
| 1. Januar 1997 | 66.986    |
| 1. Januar 1998 | 67.402    |
| 1. Januar 1999 | 67.709    |
| 1. Januar 2000 | 67.957    |

| Datum          | Einwohner |
| -------------- | --------- |
| 1. Januar 2001 | 68.094    |
| 1. Januar 2002 | 68.213    |
| 1. Januar 2003 | 68.314    |
| 1. Januar 2004 | 68.704    |
| 1. Januar 2005 | 68.991    |
| 1. Januar 2006 | 68.623    |
| 1. Januar 2007 | 68.672    |
| 1. Januar 2008 | 68.913    |
| 1. Januar 2010 | 71.052    |
| 1. Januar 2020 | 74.830    |

| Datum          | Einwohner |
| -------------- | --------- |
| 1. Januar 2021 | 74.550    |
| 1. Januar 2022 | 74.217    |
| 1. Januar 2023 | 74.838    |

## Architektur
- Schloss Charlottenlund
- Schloss Bernstorff

- Ordrupgaard

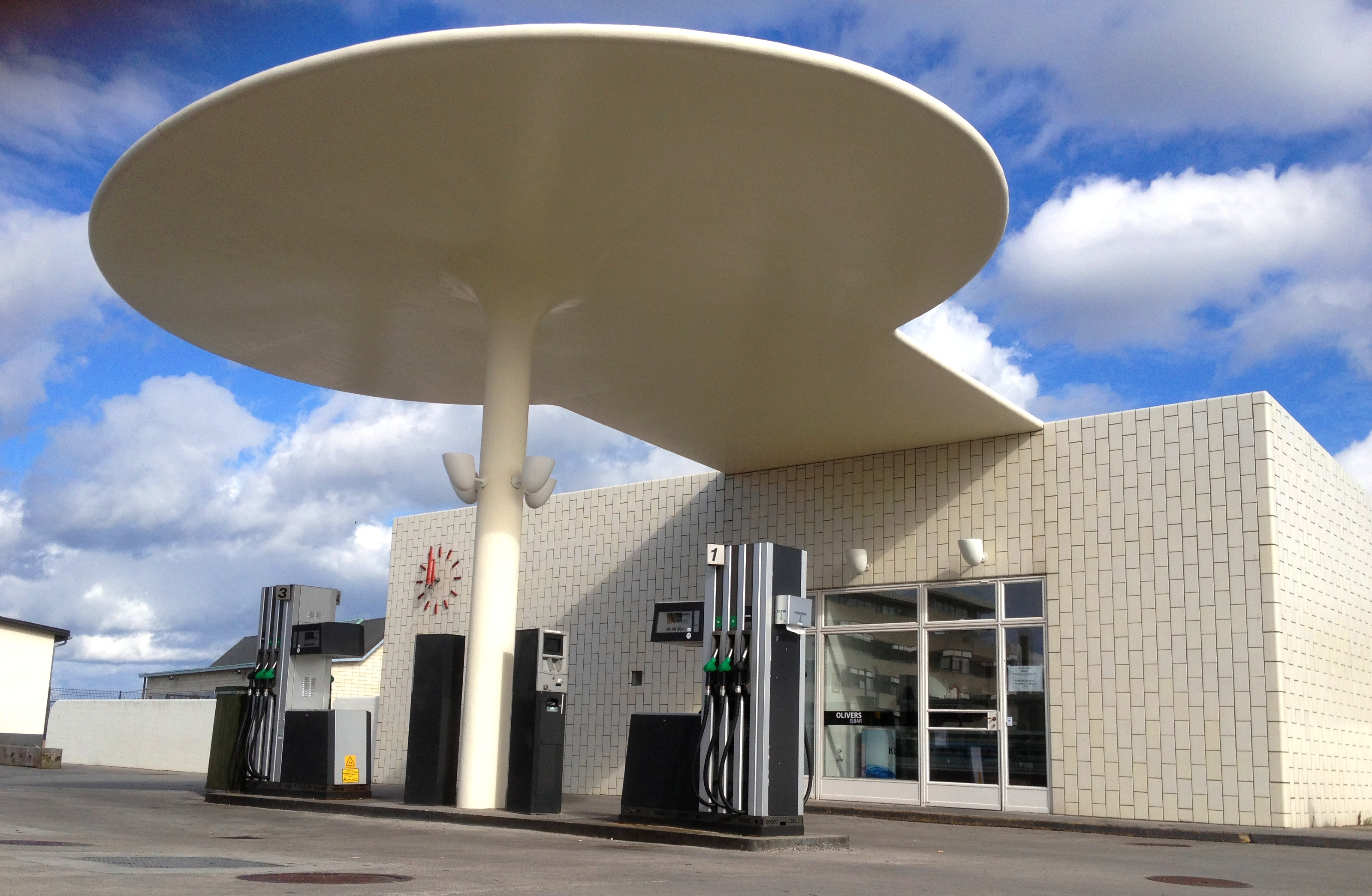
Tankstelle von Arne Jacobsen

- Zwei Pferderennbahnen liegen in der Kommune: Charlottenlund Travbane (Trabrennen) und Galopprennbahn Klampenborg (Galopprennen) (teilweise in der Lyngby-Taarbæk Kommune)

### Arne Jacobsen
- In Klampenborg befinden sich das Bellevue Strandbad und das Bellevue Teater, beide von Arne Jacobsen im Stil des Funktionalismus  entworfen.
- Die Tankstelle von Skovshoved ist eine weitere Arbeit des bekannten dänischen Architekten Arne Jacobsen

## Städtepartnerschaften
Gentofte unterhält folgende Städtepartnerschaften:
- Finnland: Hanko
- Grönland: Sermersooq
- Norwegen: Stord
- Schweden: Halmstad

## Persönlichkeiten
Söhne und Töchter der Kommune:
- Birgitte Cathrine Boye (1742–1824), Dichterin
- Erik Schmedes (1868–1931), Opernsänger
- Vibeke Møller (1904–1987), Schwimmerin
- Mærsk Mc-Kinney Møller (1913–2012), dänischer Reeder
- Jørgen Andreassen (1919–1999), Offizier
- Allan Jacob Erslev (1919–2003), Entdecker des Hormons Erythropoetin
- Andrey Sallyman (1929–2020), Schauspieler
- Ida Blom (1931–2016), norwegische Historikerin
- Per Nørgård (1932–2025), Komponist
- Bjarne Rostvold (1934–1989), Jazzmusiker
- Ole Crumlin-Pedersen (1935–2011), Schiffsarchäologe
- Peer Hultberg (1935–2007), Schriftsteller
- Maria Stenz (* 1940), Schauspielerin, Sängerin, Theaterregisseurin und -leiterin
- Marianne Jelved (* 1943), Politikerin und Lehrerin
- Thor Pedersen (* 1945), Politiker
- Anne Marie Helger (* 1946), Schauspielerin
- Benedikte Hansen (* 1958), Schauspielerin
- Henrik Prip (* 1960), Schauspieler
- Petrine Agger (* 1962), Schauspielerin
- Trine Elvstrøm-Myralf (* 1962), Seglerin
- Torben Piechnik (* 1963), Fußballspieler
- Lars Ulrich (* 1963), Schlagzeuger der Heavy-Metal-Band Metallica
- Trine Michelsen (1966–2009), Schauspielerin und Model
- Pernille Dupont (* 1967), Badmintonspielerin
- Jakob Friis-Hansen (* 1967), Fußballspieler
- Benedikte Kiær (* 1969), Politikerin
- Nikolaj Koppel (* 1969), Musiker und Journalist
- Sune Berg Hansen (* 1971), Schachspieler
- Anja Bolbjerg (* 1971), Freestyle-Skierin
- Sergej Jensen (* 1973), Maler
- Casper Klynge (* 1973), Diplomat
- Jessica Draskau-Petersson (* 1977), Duathletin, Triathletin und Langstreckenläuferin, sowie Olympionikin
- Karen Melchior (* 1980), Politikerin
- Agnes Caroline Thaarup Obel (* 1980), Sängerin, Songwriterin und Musikerin
- Sophie Fjellvang-Sølling (* 1981), Freestyle-Skierin und Skirennläuferin
- Julie Wendel Lundholdt (* 1983), Snowboarderin
- Katrine Greis-Rosenthal (* 1985), Schauspielerin
- Christoffer Nygaard (* 1986), Autorennfahrer
- Celeste Rose Mackeprang (* 1987), dänisch-deutsche Tänzerin und Moderatorin
- Ole Hesselbjerg (* 1990), Leichtathlet
- Kasper Kisum (* 1992), Handballspieler
- Casper von Folsach (* 1993), Radrennfahrer
- Mikael Torpegaard (* 1994), Tennisspieler
- Emilie Francati (* 1997), Tennisspielerin
- Magnus Juhl Andersen (* 1997), Schauspieler
- Helena Elver (* 1998), Handballspielerin
- Sofie Svava (* 2000), Fußballspielerin
- Frederik Winther (* 2001), Fußballspieler
- Matthias Kicklitz (* 2002), dänisch-deutscher Badmintonspieler
- Clara Tauson (* 2002), Tennisspielerin
- Daniel Haarbo (* 2003), Fußballspieler
- Holger Rune (* 2003), Tennisspieler